# Женская сборная Северной Македонии по гандболу
Женская сборная Северной Македонии по гандболу — сборная команда, представляющая Северную Македонию на международных турнирах по гандболу, контролируется гандбольной федерацией Северной Македонии. Главным тренером является Ристо Магдинчев, капитан команды — Таня Андреева.
Женская сборная Северной Македонии выступает с 1995 года на международных турнирах. Она никогда не играла на Олимпийских играх, на чемпионатах мира и Европы выше стадии 1/4 финала не поднималась никогда. Наивысшее достижение на чемпионатах мира — 7-е место в 1997 году (лучшим бомбардиром всего турнира стала игрок команды Индира Кастратович); в 1999 году Республика Македония заняла 8-е место, а Индира Кастратович вошла в символическую сборную турнира. Наивысшее достижение на чемпионатах Европы — 7-е место в 2008 году.